# 水平感染
水平感染（すいへいかんせん、horizontal infection）とは感染様式の一つ。水平伝播（Horizontal transmission）とも呼ばれる。
接触、飲食物、空気、ベクターなどを介することにより、同種の親子関係にない個体間、あるいは異種個体間で感染すること。
垂直感染が縦の広がりとすると、水平感染は横の広がりということが言える。水平感染により広がる感染症としてインフルエンザ、口蹄疫などが存在する。
また、病原体の感染の意味としての他に、生物の共生や、人類学における文化形質の伝達の現象を説明する文脈においても同様の概念が扱われる。